# Ankh-af-na-khonsu
Ankh-af-na-khonsu (literalmente "Ele que Vive em Khonsu"), foi um homem histórico que viveu em Tebas na XXVI dinastia (aprox. 725 a.C.). Ele era um sacerdote do deus Egípcio Montu. Ele é mais conhecido como o criador da Estela da Revelação, uma tábua funerária que ele criou para comemorar sua própria morte.
Ankh-f-n-khonsu é também o nome mágico usado por Aleister Crowley para assinar o Comento do Livro da Lei e quando se refere a si mesmo como o profeta de Thelema e do Aeon de Hórus.
Crowley declarava que era uma reencarnação do sacerdote egípcio. Tal como ele diz no Liber Legis:
"Meu escriba Ankh-af-na-khonsu, o sacerdote dos príncipes, não mudará em uma letra este livro; mas para que não haja tolice, ele comentará a respeito pela sabedoria de Ra-Hoor-Khu-it." — AL I:36
De acordo com uma das traduções da Estela, é dito dele:
"...deixou as multidões e reuniu aqueles que estão na luz, abriu a morada das estrelas; agora então, o falecido, Ankh-af-na-khonsu, que apareceu de dia para fazer tudo que ele deseja sobre a terra entre os vivos ".
Sr. Lutea, escrevendo no The Scarlet Letter, explica algumas das palavras no seu nome:
"Uma tradução do nome talvez seja próxima do seguinte: Ankh é tanto uma ferramenta quanto um símbolo significando "nova vida". O "-af" é sempre parte de uma outra palavra que concede força exclamatória. A palavra "na" é geralmente usada como uma preposição, tal como "para, pois, pertence a, através ou porque". Khonsu era o filho adotivo de Amun e Mut da tríade Tebana. Seu nome vem de uma palavra significando "passar por cima" ou "errante" ou "ele que atravessa". Então, seu nome completo poderia ser traduzido como "a verdade que passou por cima".—The Scarlet Letter, vol. VII, no. 1[carece de fontes?]